# Eugen Gottlob Winkler
Pour les articles homonymes, voir Winkler.
Eugen Gottlob Winkler (né le 1er mai 1912 à Zurich, mort le 26 octobre 1936 à Munich) est un écrivain allemand.

## Biographie
À trois ans, ses parents déménagent à Stuttgart. Son père meurt lorsqu'il a quinze ans. Après son abitur, il fait son premier voyage en Italie. Il fait des études de germanistique, de romanistique et d'histoire de l'art à Munich, Paris, Tübingen et Cologne et obtient un doctorat en mai 1933 auprès de Karl Vossler à l'université Louis-et-Maximilien de Munich.
Winkler a déjà des ambitions artistiques, à la fois dans la peinture et dans la littérature. En 1932, il écrit des poèmes et de la prose dans le style de Paul Valéry et Stefan George. Son goût pour la littérature est influencé par la littérature classique et une fascination pour la littérature romane. Cependant ses dessins et peintures se rapprochent de l'expressionnisme, comme George Grosz.
Durs Grünbein, dans une postface d'une anthologie de Winkler, le qualifie d'apolitique. Or Winkler écrit en 1931 des articles pour des journaux qui ne seront pas publiés où il critique le nazisme. En novembre 1933, il est arrêté et emprisonné pendant dix jours, accusé d'avoir détérioré une affiche électorale à Tübingen. Libéré, il fait une première tentative de suicide, est sauvé puis va en Sicile et à Venise. Il écrit des articles, en plus de son œuvre. Malgré son arrestation et l'interdiction de ses œuvres, il est autorisé à continuer à publier dans diverses revues comme Das Deutsche Wort, Der Kunstwart, Hochland (de) ou Bücherwurm. Des nouvelles paraissent dans Das Innere Reich, Neue Rundschau ou Frankfurter Zeitung. Mais il se consacre à des essais, des études sur Stefan George, August von Platen, Friedrich Hölderlin, Ernst Jünger, Marcel Proust et Thomas Edward Lawrence.
Winkler passe l'été 1932 auprès d'amis peintres, sculpteurs et musiciens à Cologne puis vit en alternance à Munich, Stuttgart et Tübingen. Devant la pression du nazisme, en 1935, il n'écrit que des critiques littéraires. En 1936, par peur d'être de nouveau emprisonné, il se suicide en avalant des somnifères.
Un an après sa mort, Karl Rauch Verlag publie une anthologie en deux volumes d'œuvres poétiques et critiques d'Eugen Gottlob Winkler. Günther Neske la réédite en 1956 puis fait d'autres volumes pour des amateurs éclairés.

## Source de la traduction
- (de) Cet article est partiellement ou en totalité issu de l’article de Wikipédia en allemand intitulé « Eugen Gottlob Winkler » (voir la liste des auteurs).